# Волтер Норман Говорт
Во́лтер Но́рман Го́ворт, також  Хеуорс, Геворт, Хоуорс (англ. Sir Walter Norman Haworth; 19 березня 1883, Чорлу — 19 березня 1950, Бірмінгем) — англійський хімік-органік і біохімік, член Лондонського королівського товариства (1928).

## Біографія
Закінчив Геттінгенський університет (доктор філософії, 1910); в 1911 доктор наук Манчестерського університету. З 1912 професор університету Сент-Ендрюса, з 1920 — Армстронг-коледжу в Ньюкаслі, в 1925—1948 — Бірмінгемського університету.

## Основні роботи
Основні праці з хімії вуглеводів. Визначив будова і вивчив властивості багатьох цукрів: мальтози, лактози, крохмалю, целюлози та ін. Удосконалив номенклатуру цукрів (розробив так звані проєкції Хеуорса). 

α-D- та α-L-глюкопіраноза у проєкціях Хеуорса

Одним з перших (1933) здійснив синтез аскорбінової кислоти (вітамін С). Автор терміна конформація. У роки 2-ї світової війни брав участь у розробках, пов'язаних із застосуванням атомної енергії.

## Нобелівська премія
Нобелівська премія з хімії (1937, спільно з П. Каррером).

## Твори
- В рос. пер.: Будова вуглеводів, М. — Л., 1934